# خطة التردد جنيف لسنة 1975
خطة التردد جنيف لسنة 1975 المعروفة أيضا باسم الوثائق الختامية للمؤتمر الإقليمي الإداري للإذاعة (الإقليمين 1 و 3) جنيف 1975 هي خطة التردد المتفق عليها دوليا والتي تم وضعها لتنفيذ أحكام الوثائق الختامية للمؤتمر الإقليمي الإداري للإذاعة (الإقليمين 1 و 3) الذي عقد في جنيف بسويسرا في عام 1975. يغطي البث الإذاعي نطاقات الموجة الطويلة والمتوسطة خارج الأمريكتين (اتفاقات منفصلة تجري في أمريكا الشمالية والجنوبية).
وضعت الخطة تحت رعاية المؤتمر العالمي الإداري الراديو من الاتحاد الدولي للاتصالات بمساعدة من اتحاد البث الأوروبي.
حلت خطة جنيف محل خطة كوبنهاغن عام 1948. أصبح من الضروري نظرا لوجود عدد كبير من محطات البث في هذه نطاقات التردد مما يؤدي إلى تدخل أكثر من أي وقت مضى للتبادل (العديد من الدول رفضت التصديق على خطة كوبنهاغن وكان الالتزام غير مكتمل حتى بينها). دخلت خطة جنيف حيز التنفيذ يوم 23 نوفمبر 1978 وعلى الرغم من أن العمر المقصود منه كان فقط حتى عام 1989 فإنه لا يزال ساري المفعول مع تعديل صغير من خلال التنسيق المتبادل بين الدول اليوم. أعطيت القدرة للبلدان للتوافق على التعديلات اللاحقة للخطة لإضفاء المرونة الكافية لضمان الامتثال لانتشار أكثر بكثير.
طلب من معظم المحطات الإذاعية الأوروبية القائمة تغيير ترددات البث في أعقاب تنفيذ الخطة. في معظم الحالات كانت التغييرات طفيفة (واحد أو اثنين فقط كيلوهيرتز) ولكن كانت أكثر جذرية في بعض الحالات وبخاصة في المملكة المتحدة حيث انتقلت جميع المحطات الوطنية لهيئة الإذاعة البريطانية إلى الموجة الجديدة. لكن زيادة عدد خدمات الراديو حد في معظم الحالات تداخل إشارات الراديو خاصة في الليل.
نتيجة إلى أن معظم محطات الموجة المتوسطة والموجة الطويلة في وقت لاحق خارج أمريكا الشمالية والجنوبية تعمل على مضاعفات 9 كيلو هرتز مما يساعد على تقليل التداخل المغاير.